# Zęboszczur
Zęboszczur (Fukomys) – rodzaj ssaków z rodziny kretoszczurowatych (Bathyergidae).

## Zasięg występowania
Rodzaj obejmuje gatunki występujące w Afryce.

## Morfologia
Długość ciała (bez ogona) 87–262 mm, długość ogona 6–33,7 mm; masa ciała 51–440 g.

## Systematyka
Rodzaj zdefiniował w 2006 roku niemiecko-amerykański zespół teriologów (Niemcy Dieter Kock i Hynek Burd oraz Amerykanie Colleen M. Ingram, Laurence J. Frabotta i Rodney L. Honeycutt) na łamach czasopisma Zootaxa. Na gatunek typowy autorzy wyznaczył (oryginalne oznaczenie) zęboszczura kolonijnego (F. damarensis). 

### Etymologia
Fukomys: nazwa Fuko oznaczająca w języku rdzennych ludów kretoszczura i czasownik fuk(ul)a oznaczający w językach bantu oranie gleby przez kretoszczury; μυς mus, μυος muos ‘mysz’.

### Podział systematyczny
Do rodzaju należą następujące gatunki:
- Fukomys ilariae Gippoliti & Amori, 2011 – zęboszczur somalijski
- Fukomys zechi (Matschie, 1900) – zęboszczur uprawowy
- Fukomys foxi (O. Thomas, 1911) – zęboszczur strumieniowy
- Fukomys ochraceocinereus (Heuglin, 1864) – zęboszczur ochrowy
- Fukomys bocagei (de Winton, 1897) – zęboszczur sawannowy
- Fukomys vandewoestijneae Van Daele, Blondé, Stjernstedt & Adriaens, 2013 – zęboszczur katangijski
- Fukomys mechowi (Peters, 1881) – zęboszczur olbrzymi
- Fukomys livingstoni Faulkes, Mgode, Archer & N.C. Bennett, 2017
- Fukomys hanangensis Faulkes, Mgode, Archer & Bennett, 2017
- Fukomys amatus (Wroughton, 1907) – zęboszczur zbrojny
- Fukomys whytei (O. Thomas, 1897) – zęboszczur malawski
- Fukomys darlingi (O. Thomas, 1895) – zęboszczur skalny
- Fukomys damarensis (Ogilby, 1838) – zęboszczur kolonijny
- Fukomys anselli (Burda, Zima, Scharff, Macholán & Kawalika, 1999) – zęboszczur zaroślowy
- Fukomys micklemi (Chubb, 1909) – zęboszczur zambijski
- Fukomys kafuensis (Burda, Zima, Scharff, Macholán & Kawalika, 1999) – zęboszczur polny